# Bisamberg

Bisamberg y sus alrededores en 1873.

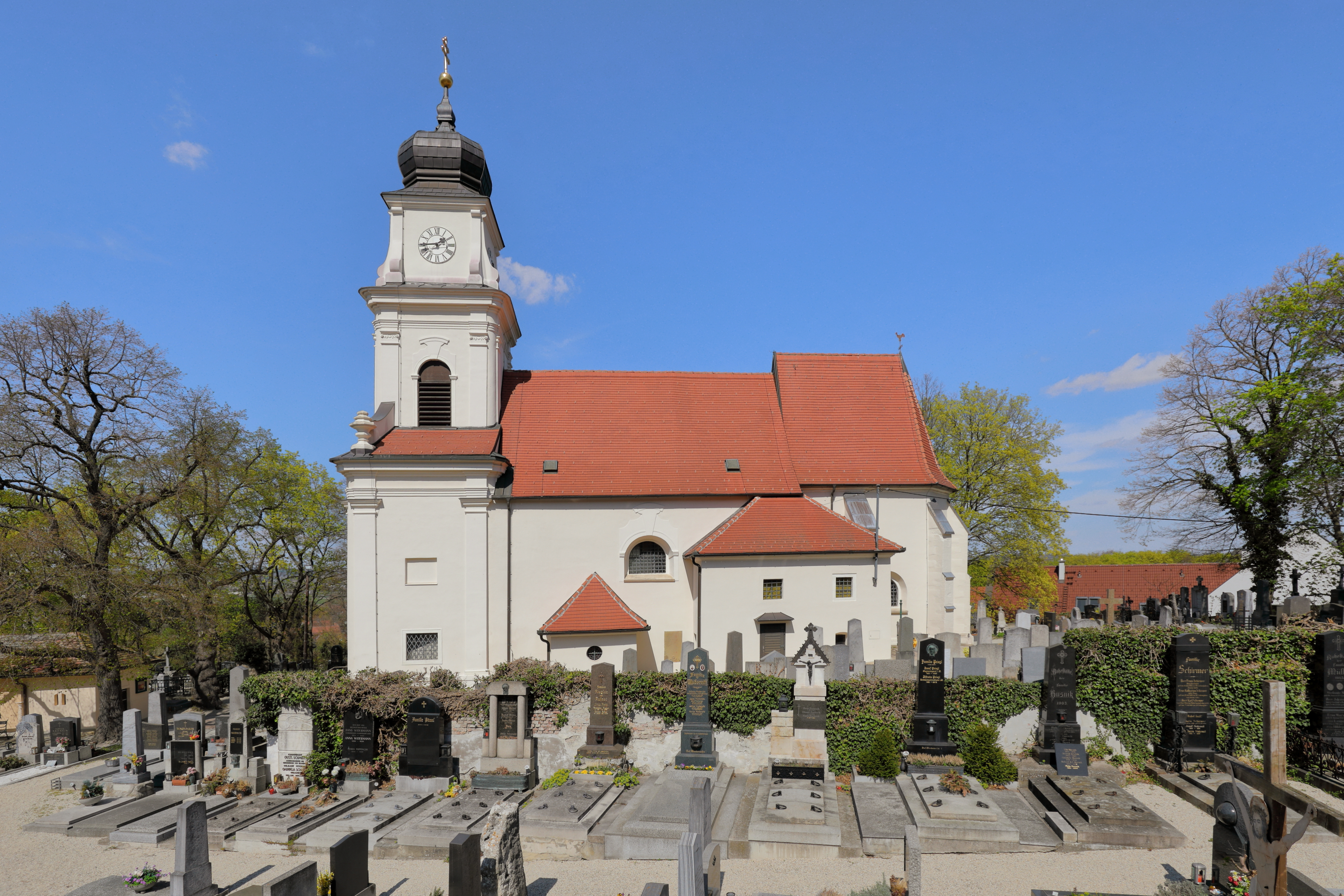
Iglesia

Bisamberg es una ciudad austriaca en el distrito de Korneuburg con una población de 4489 habitantes según el censo de 2012. Se encuentra a unos 5 km al noreste de Viena dentro de Weinviertel en la Baja Austria. Bisamberg tiene una superficie de 10,71 kilómetros cuadrados de los cuales el 24,43 por ciento son bosques. La comunidad incluye las aldeas de Bismaberg y Klein-Engersdorf.
Posee un castillo de estilo renacentista construido en 1640 y que perteneció a la familia Abensperg und Traun, hoy de titularidad privada.
En su entorno se produjo el enfrentamiento entre Napoleón y la Quinta Coalición donde el general francés fracasó en el intento de cruzar el Danubio.